# Roghun (Bezirk)
Der Bezirk Roghun  oder Nohijai Roghun (tadschikisch Ноҳияи Роғун) ist ein kleiner Bezirk der Nohijahoi tobei dschumhurij in Tadschikistan. Der Bezirk grenzt im Westen an den Nohijai Faisobod, im Nordwesten an den Nohijai Wahdat und im Nordosten an den Nohijai Nurobod. Die südöstliche Grenze verläuft entlang der Wachschkette zur Provinz Chatlon.
Der Bezirk hatte zum 1. Januar 2015 etwa 25.300 Einwohner. Der Verwaltungssitz ist die Stadt Roghun. Nach Roghun zweitgrößte Siedlung im Bezirk ist die Siedlung städtischen Typs Obigarm.

## Verwaltungseinheiten
Der Bezirk ist in zwei Dschamoats unterteilt.
| Roghuns Dschamoat |               |
| Dschamoat         | Einwohnerzahl |
| Qadiob            | 9011          |
| Sitscharogh       |               |